# Stowarzyszenie Roty Niepodległości
Stowarzyszenie Roty Niepodległości, także Stowarzyszenie Roty Marszu Niepodległości – polska skrajnie prawicowa organizacja polityczna działająca w formule stowarzyszenia, o etnocentrycznym i radykalnym profilu działalności, powołana do życia 14 maja 2019. Charakter ideologiczny stowarzyszenia określany jest także jako narodowo-katolicki i narodowo-radykalny.  

## Działalność Stowarzyszenia Roty Niepodległości
Najbardziej znaną akcją stowarzyszenia była zbiórka podpisów pod projektem „STOP 447” – obywatelską inicjatywą ustawodawczą, która ma zablokować jakiekolwiek działania (nawet negocjacje i mediacje) w sprawie mienia bezspadkowego w Polsce. W trakcie zbiórki podpisów prowadzono kampanię wykorzystującą uznawane przez niektórych komentatorów za antysemickie, bo w dużej części chodziło o mienie pożydowskie. Pod inicjatywą ustawodawczą zebrano 200 tys. podpisów. Organizacja znajduje się wśród podmiotów – członków komitetu inicjatywnego zmierzającego do wypowiedzenia przez Polskę Konwencji o zapobieganiu i zwalczaniu przemocy wobec kobiet i przemocy domowej. Zdaniem działaczy stowarzyszenia, akcje organizacji mają charakter patriotyczny.
Wedle doniesień medialnych, działacze organizacji rekrutowani są spośród członków i sympatyków Ruchu Narodowego, Stowarzyszenia Marsz Niepodległości oraz Fundacji Pro – Prawo do Życia. Na czele organizacji stoi Robert Bąkiewicz (były lider Obozu Narodowo-Radykalnego), zaś jednym z działaczy jest Tomasz Kalinowski (były rzecznik prasowy Obozu Narodowo-Radykalnego). Organizacja współpracuje z polskim Kościołem katolickim.

## Kontrowersje i krytyka

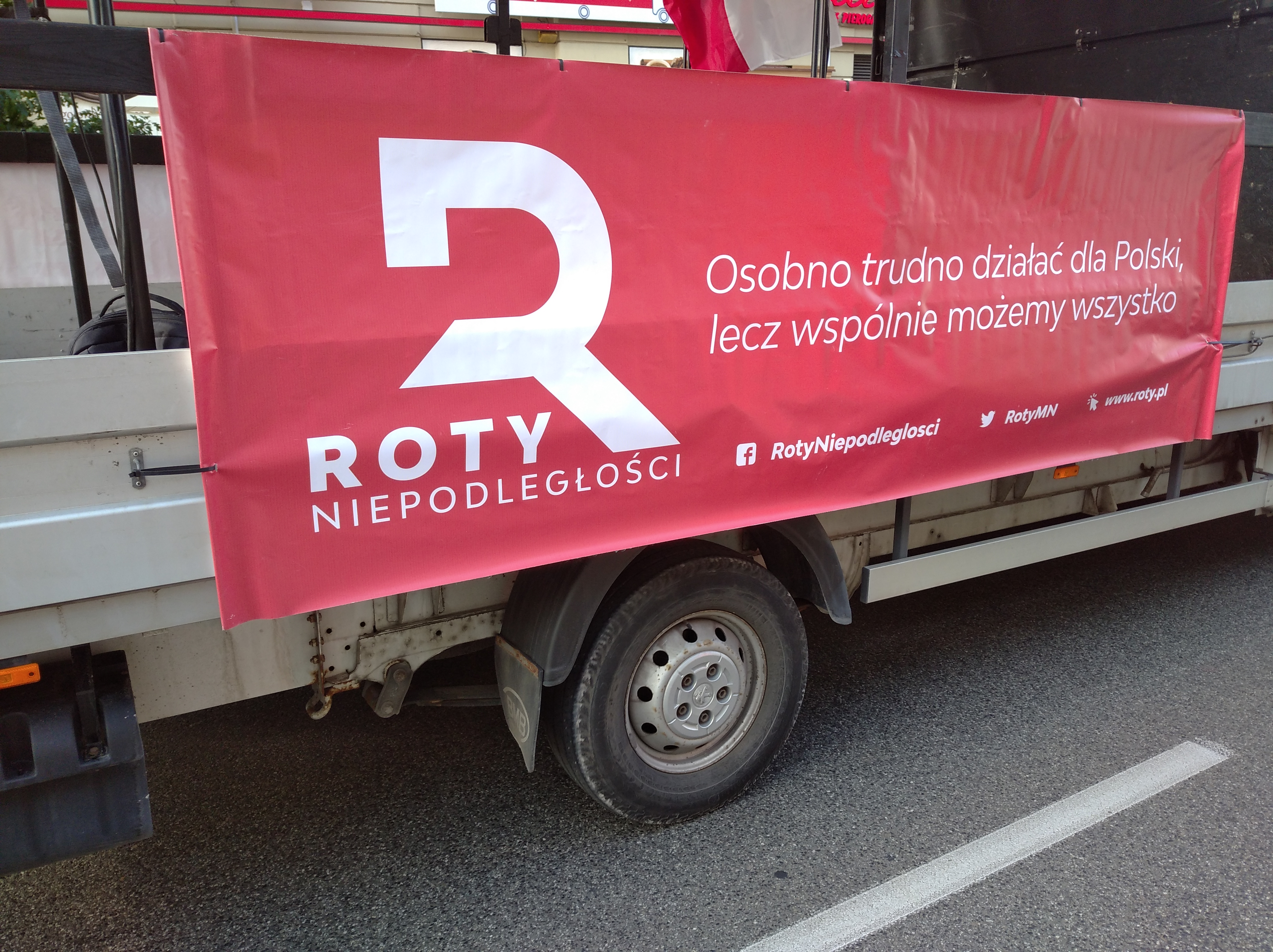
Transparent Stowarzyszenia Roty Niepodległości w trakcie X Marszu Powstania Warszawskiego - 1 sierpnia 2021.

Działalność stowarzyszenia związana z organizacją marszy, które zdaniem organizatorów mają upamiętniać powstanie warszawskie, wywołuje sprzeciw ze strony niektórych uczestników powstania warszawskiego; a niektóre z metod i praktyk działania organizacji określane są przez badaczy jako „nawoływanie do przemocy”. Podczas współorganizowanych przez Roty Niepodległości wydarzeń miały miejsce akty przemocy symbolicznej wobec symboli LGBT, a także gloryfikacja oskarżanych o zbrodnie ludobójstwa żołnierzy wyklętych, którzy zdaniem prof. Rafała Wnuka mieli się sprzeciwiać tradycji demokratycznego państwa prawa; ponadto łamane było prawo o zgromadzeniach w zakresie zakazu stosowania pirotechniki. Z wydarzeń organizowanych przez stowarzyszenie usuwani byli dziennikarze, których obecności nie życzyli sobie przedstawiciele Stowarzyszenia Roty Niepodległości. Jednym z haseł wznoszonych na organizowanych przez przedstawicieli stowarzyszenia demonstracjach jest reksistowskie „Ave, Ave, Christus Rex”. Niektórzy, krytyczni wobec działalności stowarzyszenia komentatorzy, opisują jego działalność jako „wyczerpującą znamiona ideologii neonazistowskiej i neofaszystowskiej”.